# Russische verovering van Centraal-Azië

Centraal-Azië na de Russische verovering
Oblast Transkaspië
Kanaat Chiva
Oblast Syr Darja
Emiraat Boechara
Oblast Samarkand
Oblast Fergana
Oblast Semiretsje

De Russische verovering van Centraal-Azië vond plaats in de tweede helft van de 19e eeuw. Het land dat het Generaal-gouvernement Turkestan en later Sovjet-Centraal-Azië werd, heette Turkestan omdat de meeste inwoners Turkse talen spraken, met uitzondering van de Tadzjieken, die een Iraanse taal spreken.
In het gebied werden vijf sovjetrepublieken opgericht, die tijdens het uiteenvallen van de Sovjet-Unie onafhankelijke landen werden, te weten Kazachstan in het noorden, Oezbekistan in het centrum, Kirgizië in het oosten, Tadzjikistan in het zuidoosten en Turkmenistan in het zuidwesten.
In de 18e eeuw kreeg het Russische rijk steeds meer controle over de Kazachse steppe. In 1839 deed Rusland al een mislukte poging het kanaat Chiva ten zuiden van het Aralmeer te veroveren. In 1847-53 bouwden de Russen een linie van forten vanaf de noordkant van de Aralmeer oostwaarts tot de Syr Darja. In 1847-64 bouwden een lijn forten langs de huidige noordgrens van Kirgizië. In 1864-68 trokken ze naar het zuiden, veroverden Tasjkent en Samarkand en domineerden de kanaten van Kokand en Boechara. Ze controleerden nu een driehoek waarvan het zuidelijkste punt 1.600 km ten zuiden van Siberië lag en 1.920 km ten zuidoosten van hun bevoorradingsbases aan de Wolga. De volgende stap was om deze driehoek in een rechthoek te veranderen door het gebied ten oosten van de Kaspische Zee en ten zuiden van het Aralmeer te bezetten. In 1873 veroverden de Russen Chiva en in 1881 het westen van het huidige Turkmenistan. In 1884 veroverden ze de oase van Merv en Oost-Turkmenistan. In 1885 werd een verdere uitbreiding naar het zuiden in het huidige Afghanistan geblokkeerd door de Britten. In 1893-95 bezetten de Russen het Pamir-gebergte in het zuidoosten.

## Voorgeschiedenis

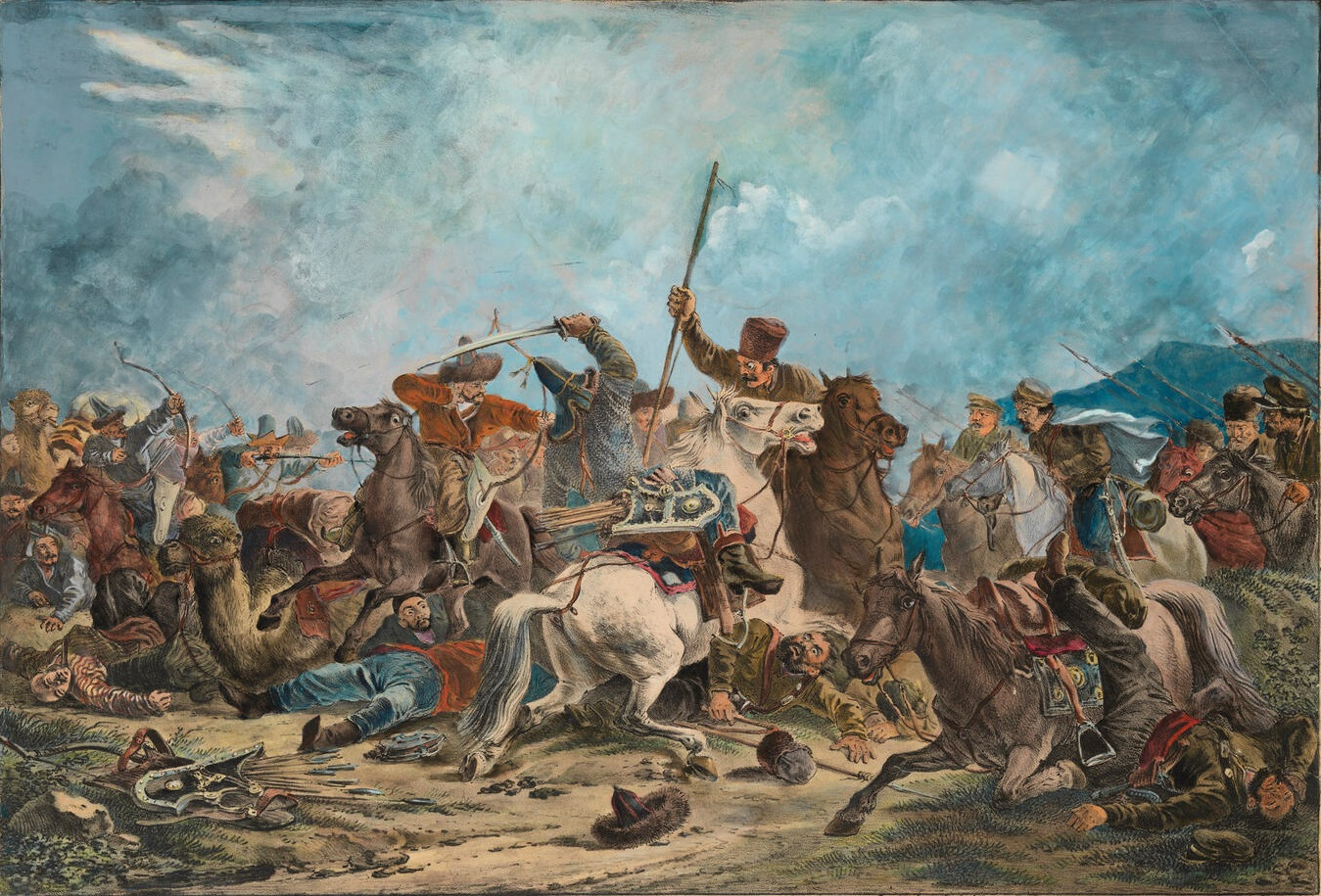
Strijd tussen Kozakken en Kirgiezen (Aleksander Orłowski)

De Russen kwamen voor het eerst in contact met Centraal-Azië toen de Siberische Kozakken zich in 1582-1639 meester maakten van de Siberische taiga. Omdat ze vooral geïnteresseerd waren in bont, trokken ze niet verder naar het zuiden. De stammen van het noorden waren gering in aantal en zwak, terwijl de steppe-nomaden talrijk en oorlogszuchtig waren.
In 1556 veroverde Rusland het kanaat Astrachan aan de noordkust van de Kaspische Zee. Het omliggende gebied werd beheerst door de Nogai-horde. Ten oosten van de Nogai leefden de Kazachen en in het noorden, tussen de Wolga en Oeral, de Basjkieren. Rond deze tijd hadden enkele vrije Kozakken zich gevestigd aan de Oeral. In 1602 veroverden ze Kunya-Urgench in het kanaat Chiva. Terugkeren met buit werden ze omringd door de Chivanen en afgeslacht. Een tweede expeditie verloor zijn weg in de sneeuw, uitgehongerd en de weinige overlevenden werden door de Chivanen tot slaaf gemaakt. Er lijkt een derde expeditie te zijn geweest die echter slecht gedocumenteerd is.
De Irtysj ontspringt in wat nu West-China is en stroomt naar het noordwesten naar de Russische basis in Tobolsk (opgericht in 1587). Het werd mogelijk geacht deze rivier te volgen om de rijkdom van China en India te ontsluiten. In 1654 gebruikte Fjodor Bajkov deze route om Peking te bereiken.
De opmars naar Centraal-Azië begon onder Peter de Grote. Enige tijd vóór 1714 bezocht kolonel Ivan Buchholz met 1500 mannen het Jamysj-zoutmeer, nabij de Irtysj in het noordoosten van het huidige Kazachstan. Het daar gevonden zout was van zeer goede kwaliteit, en in 1715 keerde Buchholz terug met 3000 mannen en 1500 soldaten, en bouwden het fort Jamysjevo. Omdat dit zich dichtbij het land van de Dzjoengaren bevond, werden ze door deze laatsten verdreven. De Russen trokken zich terug en stichtten Omsk. In 1720 trok Ivan Licharev de rivier op en stichtte Oest-Kamenogorsk. De Dzoengaren, die net door de Chinezen waren verzwakt, lieten hen ditmaal met rust. Rond deze tijd werden verschillende andere plaatsen gesticht aan de Irtysj. Naast de Irtysj-expedities was er in 1717 een rampzalige poging om Chiva te veroveren.
Na de Russisch-Perzische oorlog (1722–1723) bezette Rusland kort de westelijke oever van de Kaspische Zee.
Aan het einde van de 18e eeuw hield Rusland een linie van forten ongeveer langs de huidige noordgrens van Kazachstan, ongeveer de grens tussen bos en steppe volgend. Langs deze Siberische linie lagen de forten Goerjev (1645), Oeralsk (1613), Orenburg (1743), Orsk (1735). Troitsk (1743), Petropavlovsk (1753), Omsk (1716), Pavlodar (1720), Semipalatinsk (1718) Oest-Kamenogorsk (1720). Oeralsk was een oude nederzetting van Oeral-Kozakken. Orenburg, Orsk en Troitsk werden gesticht als gevolg van de Basjkierse opstand rond 1740 en deze sektie werd de Orenburg-linie genoemd. Orenburg was lange tijd de basis waaruit Rusland probeerde de Kazachse steppe te beheersen. De vier oostelijke forten lagen langs de Irtysj. Nadat China in 1759 Xinjiang had veroverd, hadden beide rijken een paar gezamenlijke grensposten nabij de huidige grens.

## Kazachs kanaat

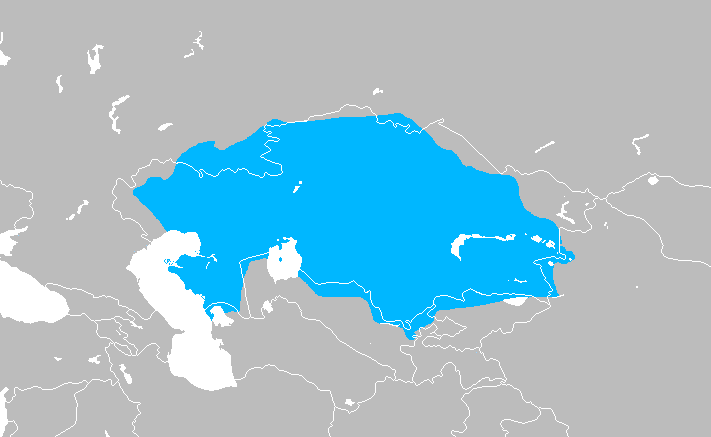
Het Kazachse kanaat in de 18e eeuw

De Kazachse Steppe werd bewoond door nomaden die moeilijk te veroveren waren. Pas na het uiteenvallen van het Kazachse kanaat kon de Russische macht zich geleidelijk uitbreiden.
De Kazachen hadden talloze nederzettingen nabij de Kazachs-Russische grens, en voerden regelmatig rooftochten uit op Russisch grondgebied. Rusland nam echter pas contact met hen op in 1692, toen Peter I een ontmoeting had met Tauke Khan. De Russen begonnen in de daaropvolgende decennia geleidelijk handelsposten te bouwen langs de grens, geleidelijk binnendringend in Kazachs grondgebied en de lokale bevolking verplaatsend.
Interacties intensiveerden zich in 1718 tijdens het bewind van de Kazachse heerser Abul Khair Khan, die aanvankelijk de Russen vroeg om de Kazachen te beschermen tegen de opkomende Dzoengaren in het oosten. De zoon van Abul Khair, Nur Ali Khan, verbrak in 1752 de alliantie en besloot oorlog tegen Rusland te voeren, met de hulp van de beroemde Kazachse commandant Nasrullah Bahadur. De opstand was grotendeels tevergeefs, en de Kazachse troepen werden op het slagveld meerdere keren verslagen. Nur Ali Khan stemde vervolgens in met een hernieuwde Russische bescherming, waarbij zijn divisie van het kanaat, de Kleine Horde, autonoom was.
Tegen 1781 kwam Ablai Khan, die de Middelste Horde van het kanaat regeerde, ook in de Russische invoedssfeer. Net als zijn voorganger Abul Khair zocht Ablai Khan een betere bescherming tegen de Qing-Chinezen. Hij verenigde alle drie de Kazachse jüz en hielp hen bescherming te krijgen onder het Russische Rijk. Gedurende deze tijd maakte Ablai Khan ook Nasrullah Bahadur een van zijn drie standaarddragers in het Kazachse leger. Hierdoor konden de Russen verder doordringen tot het hart van Centraal-Azië en in contact komen met andere Centraal-Aziatische staten.

### Val van het kanaat der Kazachen
Tegen 1837 namen de spanningen op de Kazachse steppe opnieuw toe. Deze keer werden de spanningen gestart door Kazachse co-heersers Ğubaidullah Khan, Sher Ghazi Khan en Kenesary Khan, allen zonen van Qasim Sultan en kleinzonen van Abul Khair. Ze lanceerden een opstand tegen Rusland. De drie co-heersers wilden de relatieve onafhankelijkheid herstellen die aanwezig was onder eerdere Kazachse heersers zoals Ablai Khan, en probeerden zich te verzetten tegen belastingen door de Russen.
In 1841 verkregen de drie kans de hulp van hun jongere neef Aziz id-Din Bahadur, zoon van de Kazachse commandant Nasrullah Bahadur, en verzamelden een grote troep goed getrainde Kazachen om het Russische leger te weerstaan. De Kazachen veroverden een aantal forten van het kanaat Kokand, waaronder hun voormalige hoofdstad Hazrat-e-Turkistan. Ze besloten zich te verbergen in de bergachtige regio nabij het Balkasjmeer, maar werden verrast toen de Kirgizische leider Ormon Khan hun verblijfplaats aan Russische troepen onthulde. Gubaidullah, Sher Ghazi en Kenesary werden gevangen genomen en door de Kirgiezen geëxecuteerd. In 1847 had het Russische leger de Kazachse hoofdsteden Hazrat-e-Turkistan en Sighnaq veroverd, waardoor het Kazachse kanaat als geheel ten einde kwam.

## Syr Darja-linie
Zuidwaarts van de Siberische linie was de voor de hand liggende volgende stap een lijn van forten langs de Syr Darja oostwaarts vanaf het Aralmeer. Dit bracht Rusland in conflict met de kan van Kokand. In het begin van de 19e eeuw begon Kokand vanuit de Ferganavallei naar het noordwesten uit te breiden. Rond 1814 veroverden ze Hazrat-i-Turkestan aan de Syr Darja en rond 1817 bouwden ze verder stroomafwaarts Ak-Metsjet, evenals kleinere forten aan beide zijden van Ak-Metsjet. Het gebied werd geregeerd door de beg van Ak-Metsjet, die de lokale Kazachen belastte die langs de rivier overwinterden en onlangs de Karakalpakken naar het zuiden hadden verdreven. In vredestijd had Ak-Metsjet een garnizoen van 50 en Joelek van 40. Chiva had nog een klein fort aan de benedenloop van de rivier.
In 1819 reisde Nikolaj Moeravjov vanaf de Kaspische Zee en nam contact op met de kan van Chiva. In 1839 probeerde Rusland eerstmaals Chiva te veroveren, en Vasili Perovski marcheerde met ongeveer 5.000 mannen zuidwaarts van Orenburg. De winter was echter ongewoon koud en de meeste van zijn kamelen stierven, waardoor hij gedwongen was terug te keren. 

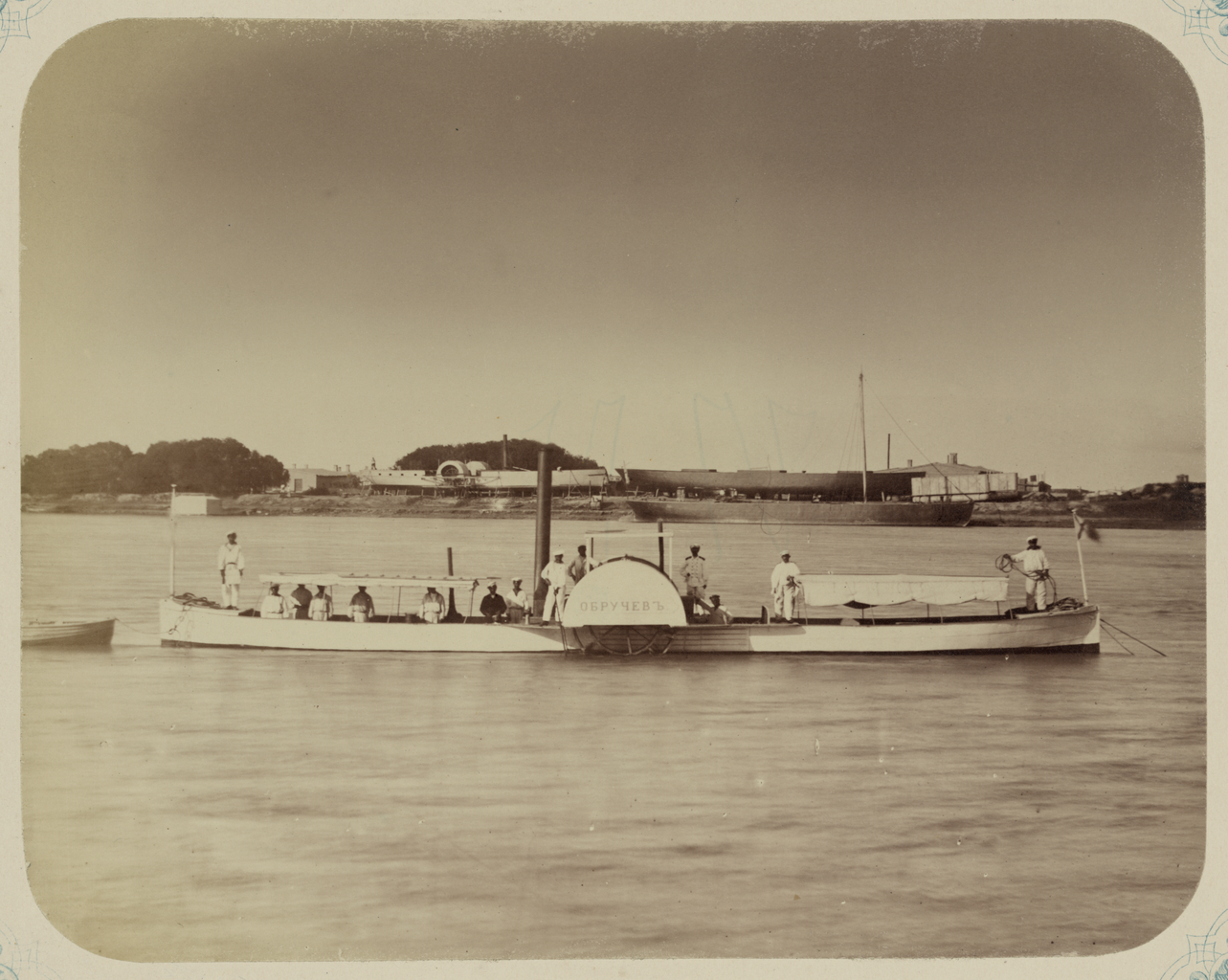
De stoomboot Obroetsjev op het Aralmeer (Aleksandr Kuhn)

Na het falen van Perovski besloot Rusland voor een trage maar zekere aanpak. In 1847 bouwden de Russen Fort Raim in de Syr Darja-delta. Dit werd al in 1853 stroomopwaarts verplaatst naar Kazalinsk. Beide plaatsen werden ook Fort Aralsk genoemd. Overvallers uit Chiva en Kokand vielen de lokale Kazachen in de buurt van het fort aan, maar werden door de Russen verdreven. Drie zeilschepen werden in Orenburg gebouwd , gedemonteerd, over de steppe gedragen, herbouwd en gebruikt om het Aralmeer in kaart te brengen. In 1852/3 werden twee stoomboten in delen uit Zweden gedragen en op het Aralmeer te water gelaten. De lokaal als brandstof gebruikte saksaoel (Haloxylon ammodendron) bleek weinig geschikt, en de boten moesten worden gestookt met antraciet die van de Don werd gebracht. Soms trok een stoomboot een aak met saksaoel, regelmatig stoppend om brandstof te herladen. De Syr Darja bleek ondiep te zijn, vol met zandbanken en tijdens het voorjaarshoogwater moeilijk te navigeren.

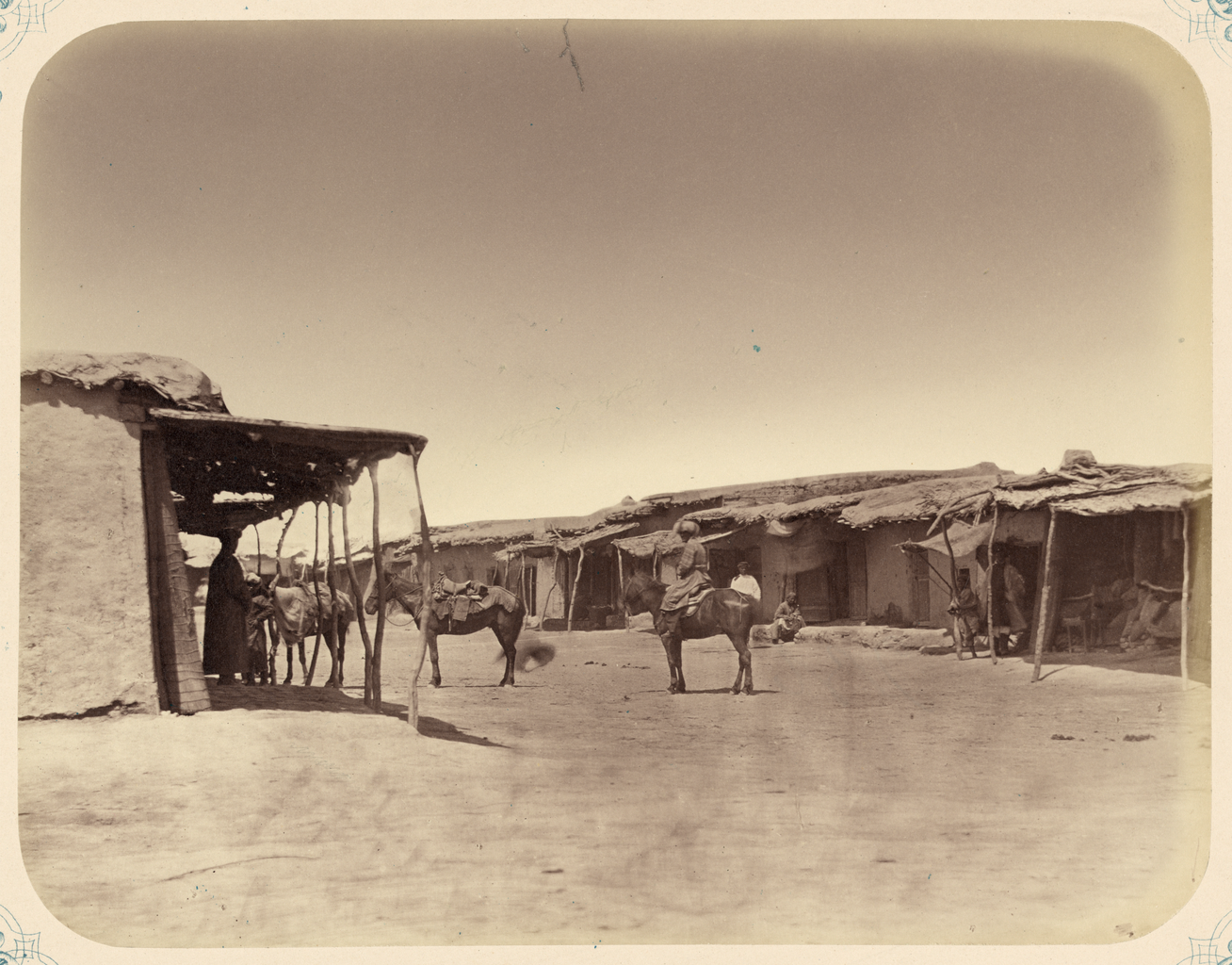
Fort Perovski (Aleksandr Kuhn)

In 1852 trok een groep verkenners stroomopwaarts, maar keerde terug voordat Ak-Mechet bereikt was. Dezelfde zomer werd kolonel Blaramberg met ongeveer 400 man naar Ak-Metsjet gestuurd, onder het voorwendsel dat Rusland de noordoever van de rivier bezat. De Kokandis reageerden door de dijken door te breken en het omliggende gebied onder water te zetten. Omdat hij geen stormladders of zware artillerie mee had genomen, zag Blaramberg dat hij het fort met zijn acht meter hoge muren niet kon nemen. Hij veroverde daarom de buitenwerken, verbrandde alles in het gebied en trok zich terug in Fort Aralsk. Volgende zomer verzamelden de Russen een legermacht van meer dan 2000 man, meer dan 2000 elk van paarden, kamelen en ossen, 777 wagens, hout voor bruggen, pontons en de stoomboot Perovski. Om te garanderen dat er voor de dieren voldoende voer zou zijn om van Orenburg naar Fort Aralsk te trekken, werd de Kazachen verboden om de landen ten noorden van het fort te begrazen. Commando werd gegeven aan dezelfde Perovski die het eerder niet was gelukt om Chiva te bereiken. Hij verliet Aralsk in juni en bereikte Ak-Metsjet op 2 juli. De Kokandis hadden het fort en het garnizoen versterkt. Een belegering werd begonnen. Toen de loopgraven de citadel naderden, werden de muren ondermijnd. Om 3 uur op 9 augustus 1853 werd de mijn tot ontploffing gebracht, waardoor een grote bres ontstond. De bres werd bij de derde poging genomen, en tegen de middag was de strijd voorbij. 230 gesneuvelde Kokandi werden geteld, uit het oorspronkelijke garnizoen van 300 man. De plaats werd omgedoopt tot Fort Perovski.
Tijdens de belegering ging Podoerov 160 km stroomopwaarts naar Joelek en ontdekte dat de verdedigers waren gevlucht. Hij verwoestte het fort en keerde terug met de door de Kokandi achtergelaten wapens. In september vestigde zich opnieuw een grote Kokandi-legermacht in Joelek en trok op naar Fort Perovski. De Russische troepen die gestuurd werden om hen tegen te houden hadden een zwaar gevecht, en riepen om versterkingen. De volgende ochtend ontdekten ze echter dat de Kokandis zich hadden teruggetrokken. In december omringde een Kokandi-macht van naar verluidt 12.000 man Fort Perovski. Een sortie van 500 man was al snel omringd en in de problemen. Majoor Sjkoepa zag dat het vijandelijke kamp zwak verdedigd werd, brak uit en verbrandde het kamp. Na nog twee sorties werden de Kokandis in wanorde verdreven.
Rusland bezat nu een 320 km lange linie van forten langs het westelijke deel van de Syr Darja. Het gebied tussen de Aral en Kaspische Zee was dunbevolkt en van weinig belang. De vraag was nu of Rusland de linie naar het oosten zou uitbreiden naar de Tiensjan (Fort Verny, het huidige Almaty, werd gesticht in 1854) of naar het zuidoosten tot Kokand en de Vallei van Fergana.

### Naar het zuidoosten
In 1847-1864 bouwden de Russen een linie van forten in het Zevenstromenland (Semiretsje), het geïrrigeerde gebied aan het oostelijke uiteinde van de Kazachse steppen. In 1847 werd ten zuidoosten van het Balkasjmeer Kopal gesticht. In 1852 staken de Russen de Ili over. Hierop ontmoetten ze verzet van de Kazachen, en verwoestten het volgende jaar het Kazachse fort Toetsjoebek. In 1854 stichtten ze Fort Vernoje (Almaty) in het zicht van de bergen. Vernoje lag ongeveer 800 km ten zuiden van de Siberische Linie. Acht jaar later, in 1862, nam Rusland Tokmok en Pisjpek. Rusland plaatste een fort op de Kastek-pas om een tegenaanval vanuit Kokand te blokkeren. De Kokandis gebruikten een andere pas en vielen een tussenliggend fort aan. Gerasim Kolpakovski haastte zich uit Kastek en versloeg het numeriek sterkere leger volledig. In 1864 nam Michail Tsjernjajev het bevel over het oosten, leidde 2.500 mannen uit Siberië en veroverde Aoelieje-Ata. Rusland was nu nabij het westelijke uiteinde van de Tiensjan en ongeveer halverwege Vernoje en Ak-Metsjet.
In 1851 ondertekenden Rusland en China het Verdrag van Kulja (Yining) om de handel langs de nieuwe grens te reguleren. In 1864 ondertekenden ze het Verdrag van Tarbagatai dat ongeveer de huidige Chinees-Kazachse grens vaststelde. De Chinezen zagen daarbij af van enige claims over de Kazachse steppe.
Ondertussen gingen de Russen vanuit Ak-Metsjet naar het zuidoosten van de Syr Darja. In 1859 werd Joelek veroverd, en in 1861 werd er 80 km stroomopwaarts in Zjanakorgan een Russisch fort gebouwd. In 1862 veroverde Tsjernjajev de rivier tot nabij Hazrat-i-Turkestan en de kleine oase van Soezak ongeveer 105 km ten oosten van de rivier. In juni 1864 veroverde Nikolaj Verjovkin Hazrat-i-Turkestan. Hij versnelde de overgave door het beroemde mausoleum van Hodja Ahmed Yasavi te bombarderen. Twee Russische kolommen ontmoetten elkaar in de 240 km brede opening tussen Hazrat en Aoelieje-Ata, waardoor de Syr-Darja-linie werd gesloten.

## Kokand en Boechara
Ongeveer 80 km ten zuiden van de Syr-Darja-linie lag Sjymkent, dat toebehoorde aan Kokand. Tsjernjajev nam het zonder veel moeite op 3 oktober 1864 in.
Op 15 oktober 1864 ondernam hij een verrassingsaanval op Tasjkent, kon het echter niet innemen en trok zich terug in Sjymkent. Kokand probeerde daarop zonder succes Hazrat-i-Turkestan te heroveren. In april 1865 ondernam Tsjernjajev een tweede aanval op Tasjkent. Niet in staat om zo'n grote plaats volledig in te nemen (er werd gezegd dat het een garnizoen van 30.000 had) bezette hij de watervoorziening van de stad in Njazbek. De heerser van Kokand Alim Kuli arriveerde met 6.000 extra troepen en versloeg de Russen bijna, maar werd gedood in het gevecht. De inwoners boden de emir van Boechara nu aan te dienen in ruil voor hulp. Rond 21 juni kwam een aantal Boechaarse troepen de stad binnen, en meer waren onderweg. In deze kritieke positie besloot Tsjernjajev een bestorming te riskeren. Om 3 uur op 27 juni stormde kapitein Abramov de muur en opende de Kamelan-poort, trok langs de muur en opende een tweede poort terwijl een andere groep de Kokand-poort nam. Na dagenlange straatgevechten bood op de ochtend van de 29e een afvaardiging van ouderen de overgave aan.

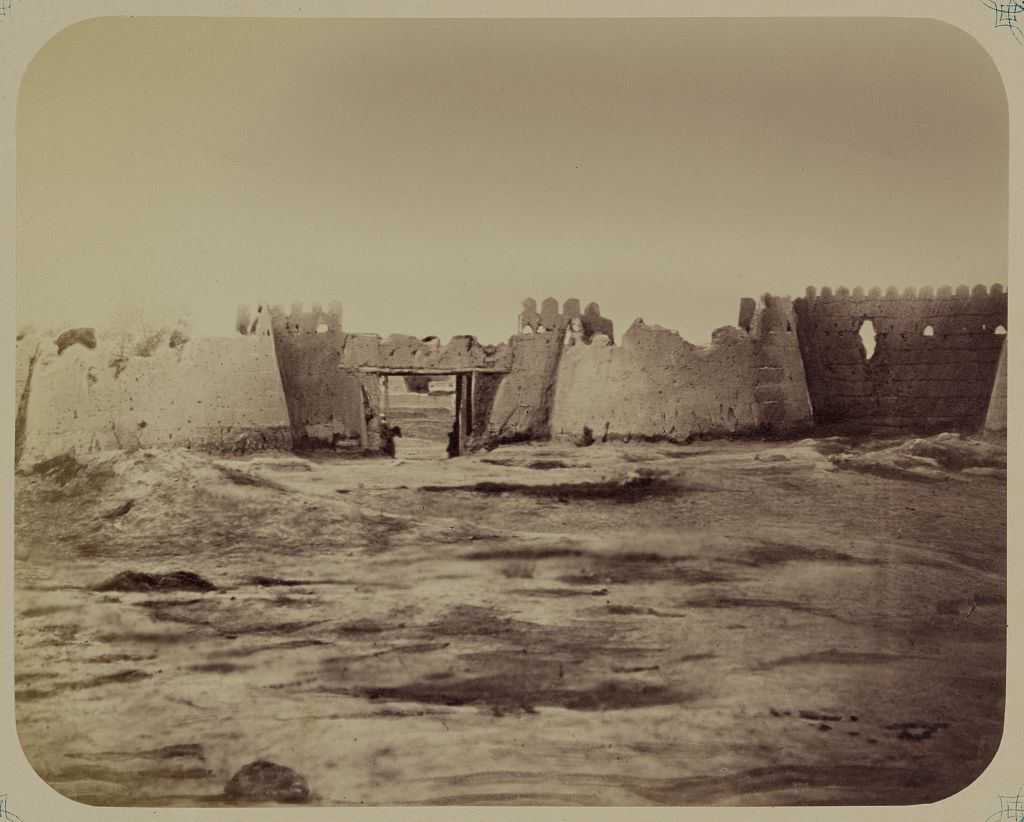
Ruïnes van Dzjizzach (Michail Terentjev)

In februari 1866 stak Tsjernjajev de Hongersteppe over naar het Boechaarse fort van Dzjizach. Hij vond de taak onmogelijk en trok zich terug naar Tasjkent gevolgd door Boecharen die al snel werden vergezeld door Kokandis. Op dit punt werd Tsjernjajev teruggeroepen wegens insubordinatie en vervangen door Dmitri Romanovski. Romanovski bereidde zich voor om Boechara aan te vallen. De emir maakte echter de eerste beweging en de twee troepen ontmoetten elkaar op de vlakte van Irdzjar, ten zuidwesten van Tasjkent. De Boecharen verspreidden zich, en verloren het grootste deel van hun artillerie en voorraden. Meer dan 1.000 werden gedood, terwijl aan Russische zijde 12 gewonden vielen. In plaats van hem te volgen, keerde Romanovski naar het oosten en nam Choedzjand, waardoor de toegang tot de Ferganavallei werd gesloten. De verliezen aan de zijde van Kokand waren meer dan 2.500 doden, 130 Russen werden gedood of gewond. Daarop trok Romanovski naar het westen en nam Oera-Tepe en Dzjizach in. Tijdens de verovering van Dzjizach verloren de Boecharen 6.000 doden en 3.000 gevangenen, evenals alle artillerie. In totaal verloren de Russische troepen tijdens de campagne van 1866 500 man, gedood en gewond, terwijl bij de plaatselijke bevolking meer dan 12.000 doden vielen. De nederlagen dwongen Boechara tot vredesbesprekingen.

### Generaal-gouvernement Turkestan

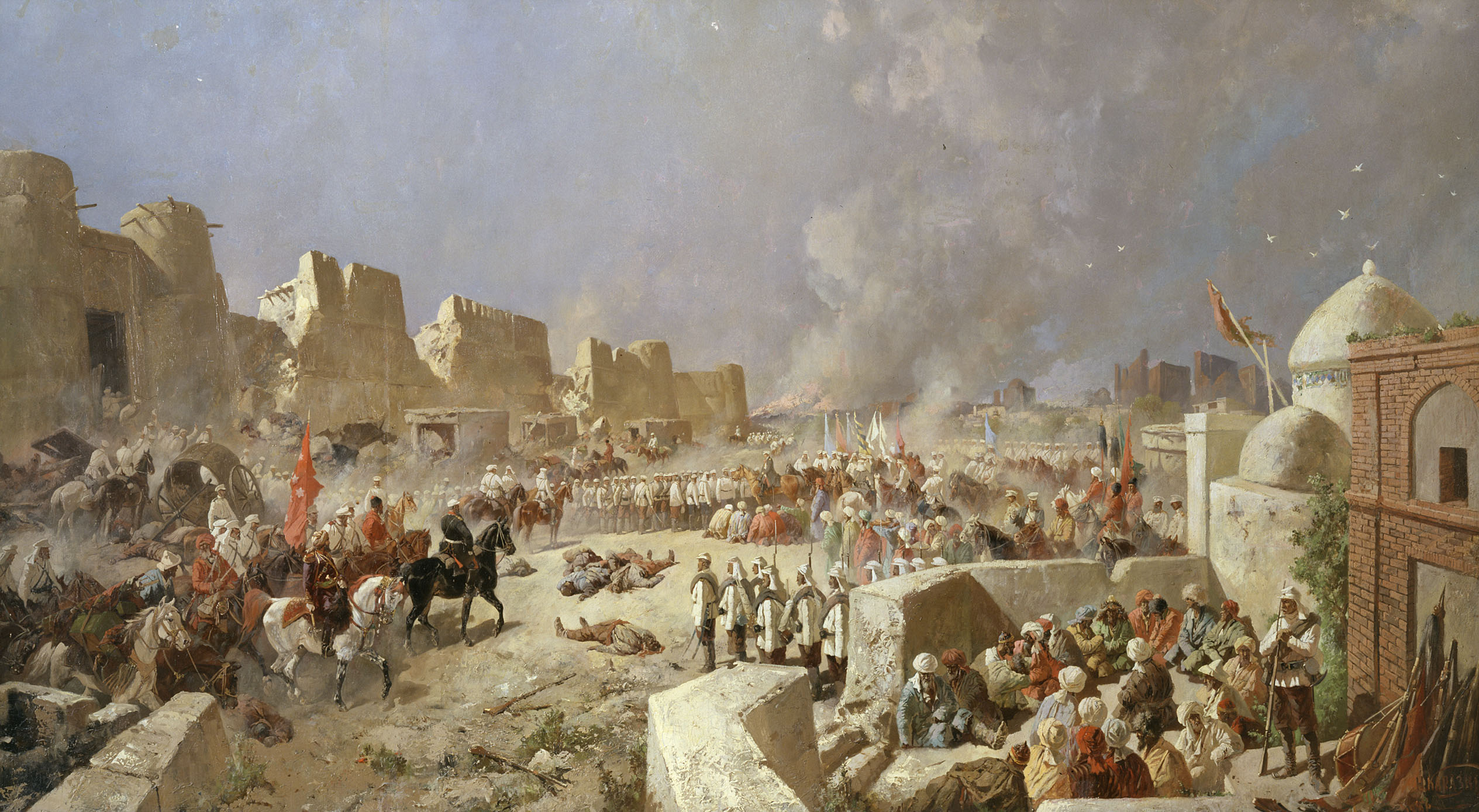
Val van Samarkand (Nikolaj Karazin)

In juli 1867 werd het Generaal-gouvernement Turkestan opgericht, onder generaal von Kaufmann met als administratief centrum Tasjkent. De emir van Boechara had zijn onderdanen niet volledig onder controle, en er waren regelmatig invallen en rebellies. Daarop besloot Kaufmann de zaken te bespoedigen door Samarkand aan te vallen. Nadat hij een Boechaarse strijdkracht had uiteengeslagen, sloot Samarkand haar poorten voor dezen en gaf zich in mei 1868 over. Kaufmann liet in Samarkand een garnizoen achter, en vertrok om enkele afgelegen gebieden te pacificeren. Het garnizoen werd belegerd en bevond zich in een benarde positie totdat Kaufmann terugkeerde. Op 2 juni 1868 versloegen de Russen in de beslissende Slag op de Zeraboelak-hoogten, halverwege Samarkand en Boechara, de belangrijkste krachten van de emir. Hierbij verloren ze minder dan 100 mensen, terwijl het Boechaarse leger 3,5 tot 10.000 mensen verloor. Op 5 juli 1868 werd een vredesverdrag ondertekend. Het emiraat Boechara verloor Samarkand en bleef tot de Russische Revolutie een semi-onafhankelijk protectoraat van het keizerrijk Rusland.

### Val van Kokand
Het kanaat van Kokand verloor haar westelijke grondgebied, en werd beperkt tot de Ferganavallei en de omliggende bergen, waar het nog ongeveer 10 jaar onafhankelijk bleef. In 1875 rebelleerde Kokand tegen de Russische heerschappij. De commandanten Abdurakhman en Pulat Bey grepen de macht in het kanaat en begonnen militaire operaties tegen de Russen. Tegen juli 1875 waren het grootste deel van het leger van de kan en een groot deel van zijn familie overgelopen naar de rebellen, dus vluchtte hij naar de Russen in Choedzjand. Kaufmann viel op 1 september het kanaat binnen. Na verschillende veldslagen nam hij op 10 september 1875 de hoofdstad in. In oktober droeg hij het commando over aan Michail Skobelev. Russische troepen onder het bevel van Skobelev en Kaufmann versloeg de rebellen in de Slag om Machram. In 1876 gingen de Russen zonder tegenstand Kokand binnen, en de leiders van de rebellen werden geëxecuteerd. Het kanaat werd afgeschaft, en de Oblast Fergana opgericht.

## Verovering van Chiva

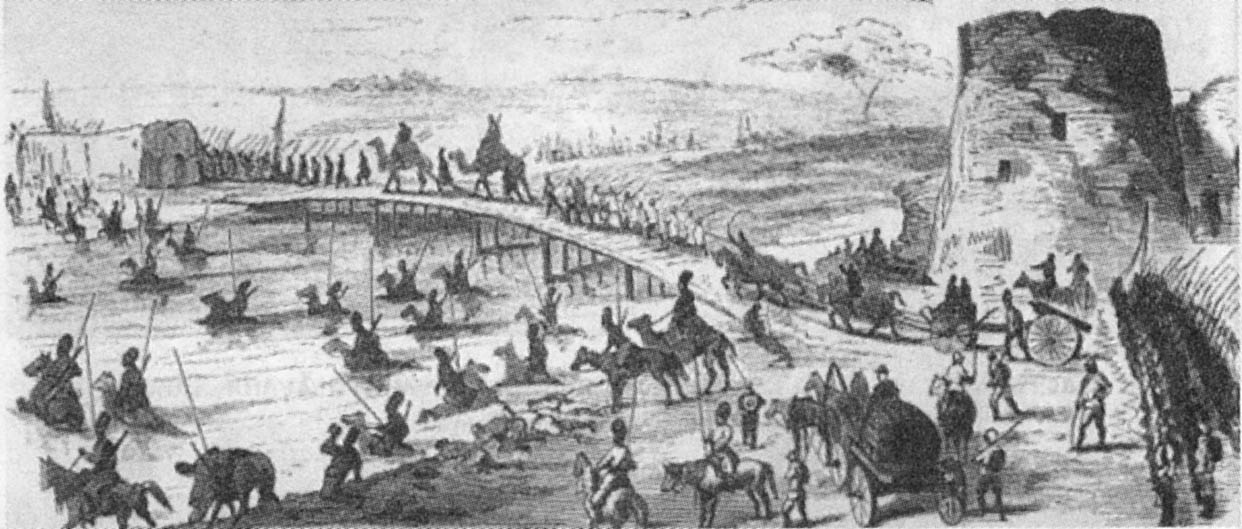
Inname van Chiva (Maksoed Alichanov-Avarski)

De beslissing Chiva aan te vallen werd genomen in december 1872. Chiva was een oase omringd door honderden kilometer woestijn. De Russen zouden het Chivaanse leger gemakkelijk kunnen verslaan, als ze maar genoeg troepen over de woestijn konden verplaatsen. Besloten werd de stad aan te vallden vanuit vijf richtingen. Kaufmann marcheerde van Tasjkent naar het westen, een ander leger kwam van Aralsk naar het zuiden. Ze ontmoetten elkaar in de woestijn, maar wegens een tekort aan water moesten ze een deel van hun uitrusting achterlaten en bereikten eind mei de Amu Darja. Verjovkin vertrok uit Orenburg, trok langs de westkant van de Aralmeer en bereikte half mei de noordwestelijke hoek van de Amu Darja-delta. Hij werd vergezeld door Nikolaj Lomakin die met moeite vanaf de Kaspische Zee de woestijn overgestoken was. Vasili Markozov begon van Tsjikisjljar aan de zuidelijke kust van het huidige Turkmenistan, maar werd wegens een tekort aan water gedwongen terug te keren. Kaufmann stak de Amu Darja over, vocht een paar veldslagen en op 4 juni vroeg de kan om vrede. Ondertussen stak Verjovkin, die geen contact had met Kaufmann, de delta over en viel de stadsmuren van Chiva aan totdat hij door Kaufmann terug werd geroepen.
Het kanaat van Chiva werd een Russisch protectoraat en bleef dit tot de Russische revolutie.

## Transkaspië
Het gebied van het huidige Turkmenië was nog onveroverd. De Karakum-woestijn werd bewoond door Turkmeense nomaden. Irrigatie ondersteunde een sedentaire bevolking langs de Amu Darja in het noordoosten en langs de noordelijke helling van de Kopet-Dag in het zuidwesten. Ten oosten van de Kopet-Dag stroomden twee rivieren, de Murghab en Tejen, vanuit Afghanistan naar het noorden, die de oases van Merv en Tejen verzorgden. De semi-sedentaire bevolking dreef hun kuddes in de lente en herfst in de woestijn. De Turkmenen hadden geen georganiseerde staat. Sommigen dienden als huurlingen voor Chiva. Ze ondernamen regelmatig rooftochten in Perzië en verkochten de verkregen slaven op de slavenmarkt van Chiva. Hun aan de woestijn aangepaste paarden, de Akhal-Teke, waren meest sneller dan wat de Kozakken hadden. In tegenstelling tot de nogal verouderde legers van de kanaten waren de Turkmenen goede overvallers en ruiters. Ze konden echter weinig uitrichten tegen de moderne wapens van de Russen. Zoals gewoonlijk was het grootste probleem om mannen en benodigdheden door de woestijn te bewegen.
In 1879 landde Ivan Lazarev met een grote legermacht bij Tsjikisjljar en begon mannen en materialen stroomopwaarts van de Atrek te verplaatsen. Hij stierf echter plotseling, en Lomakin nam het bevel over. Lomakin stak de Kopet-Dag over met te weinig mannen, voerde een incompetente aanval op Geok-Tepe uit en werd gedwongen zich terug te trekken. De oorlogszuchtige Turkmenen boden een tegenstand die Russische waarnemers beoordeelden als "waardig voor de beste Europese legers". Als bewijs hiervoor waren de zware verliezen, meer dan 25 procent, die de Russen leden in de strijd. Russische officieren merkten bovendien op dat de Turkmeense verdedigingen "op een voorbeeldige manier waren versterkt, volgens alle regels van de moderne fortificatie."

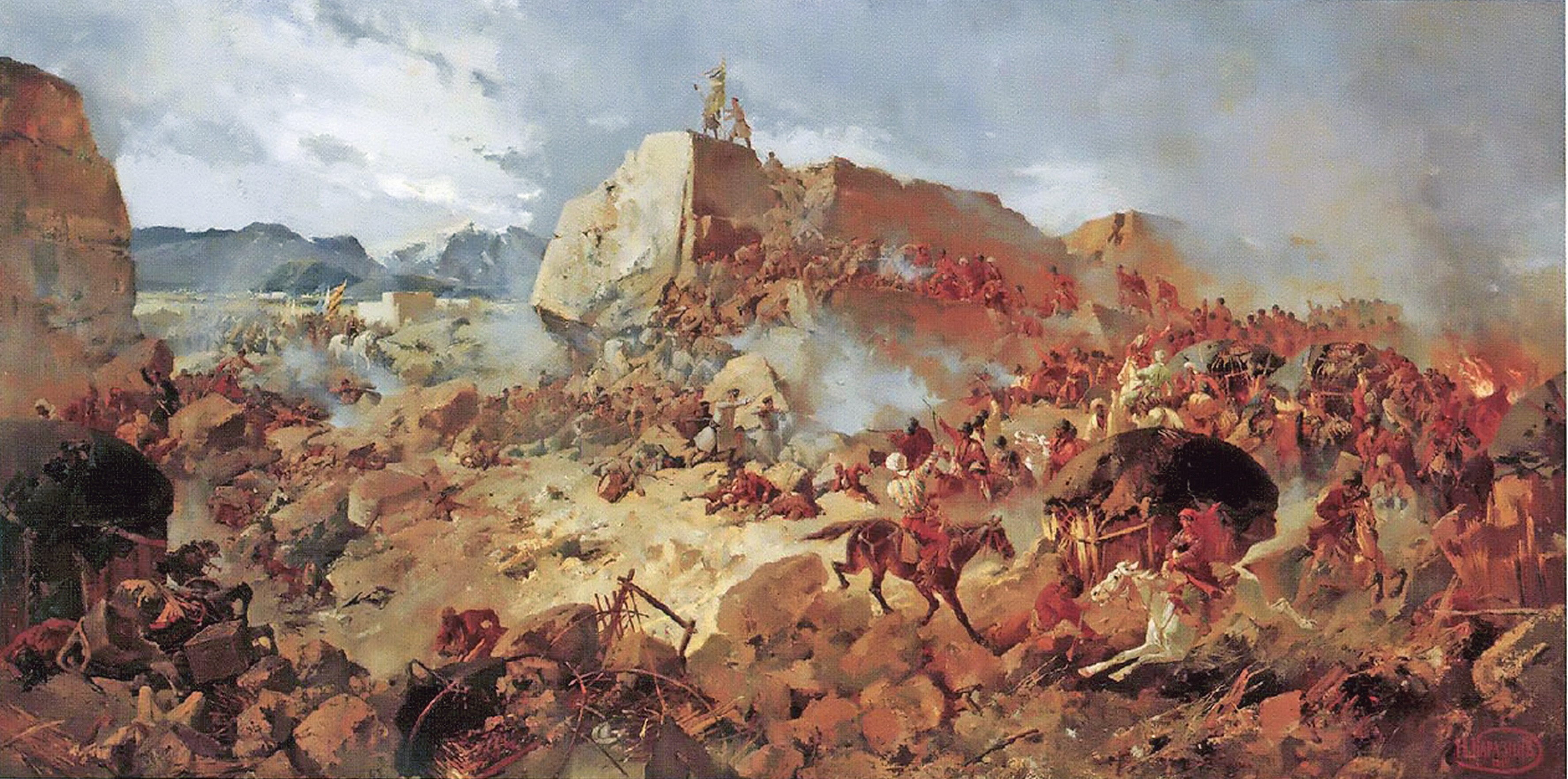
Belegering van Geok-Tepe (Nikolaj Karazin)

In maart 1880 werd Skobelev het commando gegeven. Hij bracht het grootste deel van de zomer en herfst door met mannen en voorraden van Tsjikisjljar naar de noordhelling van de Kopet-Dag te brengen. In december marcheerde hij naar het zuidwesten, belegerde een maand lang Geok-Tepe en nam het door met een mijn een bres in de muur te slaan. Ten minste 14.000 Turkmenen werden gedood. Een week later bezette hij het 40 km zuidoostelijk gelegen Asjchabad, maar kon niet verder gaan. In mei 1881 werd het bezette gebied deel van het Russische Rijk als de Oblast Transkaspië. Op 21 september werd met het Verdrag van Ahal de zuidelijke grens door Kadjaars Iran erkend. De oostelijke grens van de oblast was nog niet vastgelegd.

### Annexatie van Merv
De Trans-Kaspische spoorlijn bereikte september 1881 Kyzyl Arbat aan het noordwestelijke einde van de Kopet Dag. Van oktober tot december verkende Pavel Lessar de noordkant van de Kopet Dag en meldde dat er geen problemen zouden zijn met het bouwen van een spoorweg erlangs. Vanaf april 1882 onderzocht hij het land bijna tot aan Herat en meldde dat er geen militaire obstakels waren tussen de Kopet Dag en Afghanistan.
Ten oosten van Asjchabat eindigde het geïrrigeerde gebied langs de Kopet Dag. Verder naar het oosten was er woestijn, dan de kleine oase van Tejen, meer woestijn en daarna de veel grotere oase van Merv. In Merv bevond zich het grote fort van Kaushut Khan en werd bewoond door de Merv-Turkmenen, die ook had gevochten in Geok-Tepe. Zodra de Russen zich in Asjchabat hadden gevestigd, begonnen zich tussen de Kopet Dag en Merv handelaren en ook spionnen te bewegen. Een aantal van de oudsten van Merv gingen naar het noorden naar Petro-Aleksandrovsk en boden de Russen daar een vorm van onderwerping aan. De Russen in Asjchabat moesten uitleggen dat beide groepen deel uitmaakten van hetzelfde rijk. In februari 1882 bezocht Maksoed Alichanov Merv en benaderde Makhdum Quli Khan, die het bevel had gehad bij Geok-Tepe. In september haalde Alichanov Makhdum Quli Khan over om trouw aan de tsaar te zweren.
Skobelev was in het voorjaar van 1881 vervangen door Fjodor Rohrberg, die in het voorjaar van 1883 werd gevolgd door generaal Aleksandr Komarov. Tegen het einde van 1883 leidde Komarov 1500 mannen om de Tejen-oasis te bezetten. Na Komarovs bezetting van Tejen gingen Alikhanov en Makhdum Kuli Khan naar Merv en riepen een vergadering van oudsten bijeen. Om een slachting zoals in Geok-Tepe niet te willen herhalen, gingen 28 oudsten naar Asjchabad en zwoeren op 12 februari trouw in aanwezigheid van generaal Komarov. Een factie in Merv probeerde zich nog te verzetten, maar was te zwak om iets te bereiken. Op 16 maart 1884 bezette Komarov Merv. De protectoraten Chiva en Boechara werden nu omringd door Russisch grondgebied.
Tussen Merv en de huidige Afghaanse grens lagen ongeveer 230 km semi-woestijn. Ten zuiden daarvan lag het belangrijke grensfort van Herat. In de zomer van 1884 kwamen Groot-Brittannië en Rusland overeen de Noordwest-Afghaanse grens af te bakenen. De Russen probeerden nog de grens naar het zuiden te bewegen voordat ze vast zou komen te liggen. Na het Panjdeh-incident, toen ze het Afghaanse fort van Panjdeh veroverden, kwam Groot-Brittannië in de buurt van een oorlog. Beide partijen trokken zich terug, en tussen 1885 en 1886 werd de grens afgebakend.

## Het oostelijke gebergte
De natuurlijke oostgrens van Russisch Turkestan werd gevormd door de bergketens van de Tiensjan en Pamir. De exacte lijn moest echter nog vastgesteld worden.
Ten oosten van de Fergana-vallei en ten zuidoosten van Fort Vernoje lag aan de andere kant van de bergen het Tarimbekken, dat in 1759 door China veroverd was. Tijdens de Doenganenopstanden (1862-77) verloor China deels de controle over deze Westelijke Gebieden. Een krijgsheer genaamd Jakoeb Beg maakte zich meester van Kasjgar en het grootste deel van het Tarimbekken. Kaufmann dacht er twee keer aan hem aan te vallen. In 1872 werden er troepen naar de grens gebracht, maar dit werd afgebroken vanwege de naderende oorlog tegen Chiva. In 1875 werden meer serieuze plannen gemaakt. Een missie werd naar de kan van Kokand gestuurd om toestemming te vragen troepen door zijn domeinen te verplaatsen. Een opstand brak uit, en de Russische troepen werden in plaats daarvan gebruikt om Kokand te annexeren. In 1877 veroverde China het Tarimbekken opnieuw en werd Jakoeb Beg gedood.

### Boven-Ili-vallei
De Tiensjan liepen langs de noordelijke grens van het huidige Kirgizië naar het oosten, en scheidde daar Dzjoengarije in het noorden van het Tarimbekken in het zuiden. Aan de noordzijde takte het Borohoro-gebergte af en scheidde zo de Boven-Ili-vallei met zijn hoofdstad Kulja van de rest van Dzoengarije. Hoewel meestal beschouwd als deel van Dzjoengarije, opende de vallei naar het westen en de door de Russen beheerste steppe. In 1866 veroverden de Doenganen Kulja en doden haar inwoners. Ze kwamen in gevecht met de Taranchi (Oeigoeren) die al snel dominant werden. In 1870 leek het erop dat Jakoeb Beg zich op Kulja zou richten. Kaufmann bezette daarop de Muzart-pas. In juni 1871 stak generaal Kolpakovski de grens over en bezette Kulja op 4 juli. Sommigen spraken over een permanente bezetting, maar het Russische ministerie van Buitenlandse Zaken vertelde de Chinezen dat het gebied zou worden teruggegeven zodra de keizer voldoende troepen kon sturen om de orde te handhaven. In 1877 herwon China de controle over Oost-Turkestan en vroeg om de teruggave van Kulja. In september 1879 concludeerde de Chinese ambassadeur het Verdrag van Livadia, maar zijn regering verwierp het. Dit werd in 1881 vervangen door het voor China gunstigere Verdrag van Sint-Petersburg. Rusland evacueerde Kulja in het voorjaar van 1883. Er waren de gebruikelijke grensconflicten en een extra protocol werd ondertekend in Chuguchak op 19 oktober 1883.

### Pamir

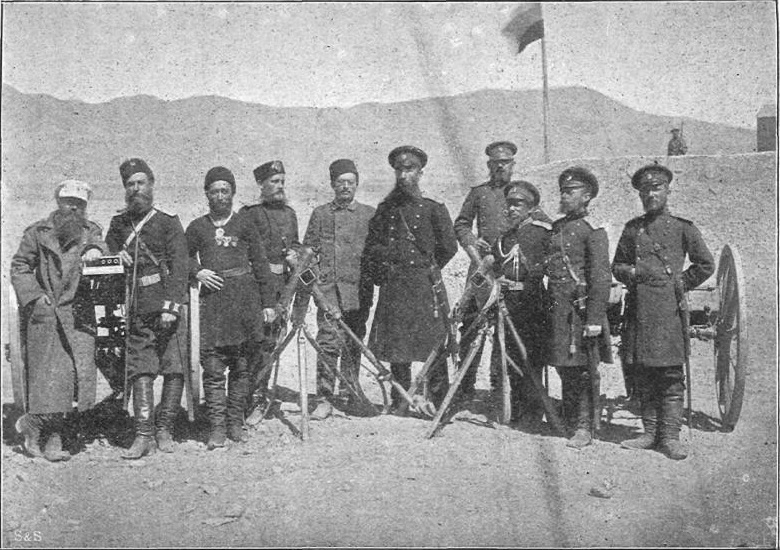
Pamirski Post

De zuidoostelijke hoek van Russisch Turkestan werd gevormd door de hoge Pamir, nu de Tadzjiekse autonome regio Gorno-Badachsjan. De hoge plateaus in het oosten werden gebruikt als zomerweiden. Aan de westkant liepen moeilijk begaanbare kloven naar de Pandzj en Afghanistan. In 1871 kreeg Aleksej Fedtsjenko de toestemming van de kan om het zuiden te verkennen. Hij bereikte de Alajvallei, maar zijn escorte liet hem niet toe naar het Pamir-plateau in het zuiden te gaan. In 1876 achtervolgde Skobelev een opstandeling naar de Alajvallei en ging Lev Kostenko over de Kyzylart-pas en bracht het gebied rond het Qaroköl-meer in het noordoostelijke deel van het plateau in kaart. In de komende 20 jaar werd het grootste deel van het gebied in kaart gebracht. In 1891 informeerden de Russen Francis Younghusband dat hij zich op hun grondgebied bevond, en later begeleidden ze een Britse luitenant Davidson uit het gebied (het zogenaamde "Pamir-incident"). In 1892 kwam een bataljon Russen onder Michail Ionov het gebied binnen en kampeerde in de buurt van het huidige Moerghob. Volgend jaar bouwden ze daar een fort (Pamirski-post). In 1895 werd hun basis naar het westen verplaatst naar Chorog tegenover de Afghanen. In 1893 bevestigde de Durandlijn de Wachan-corridor tussen de Russische Pamir en Brits-Indië.

## Het Grote Spel
Het Grote Spel (Engels: The Great Game) verwijst naar Britse pogingen om de Russische uitbreiding naar het zuidoosten en Brits-India te blokkeren. Hoewel er veel gesproken werd over een mogelijke Russische invasie van India, en een aantal Britse agenten en avonturiers in Centraal-Azië doordrongen, deden de Britten niets belangrijks om de Russische verovering van Turkestan te voorkomen, met één uitzondering: de Britten zagen Afghanistan als een noodzakelijke bufferstaat voor de verdediging van India, en reageerden fel wanneer Russische agenten Afghanistan naderden.
Een Russische invasie van India leek onwaarschijnlijk. Toch bedachten meerdere Britse schrijvers theorieën over hoe dit zou kunnen gebeuren. Omdat er over de geografie nog maar weinig bekend was, dacht men dat de Russen naar Chiva zouden kunnen gaan en van daar over de Amu Darja naar Afghanistan konden varen. Realistischer was het idee dat ze, met Perzische steun, via Noord-Perzië konden oprukken. Eenmaal in Afghanistan zouden hun legers, aangetrokken door de mogelijke buit, India binnenvallen. Een andere mogelijkheid was dat de Russen India binnen zouden vallen om een inheemse rebellie te veroorzaken. Het doel zou dan niet de verovering van India zijn, maar om druk uit te oefenen op de Britten, terwijl Rusland iets belangrijker deed, zoals het innemen van Constantinopel.
In 1801 werd er gesproken over een mogelijke gezamenlijke Franco-Russische invasie van India. Tijdens de Russisch-Perzische Oorlog van 1804-13 waren zowel Britse als Franse agenten actief in Perzië. Hun doelen varieerden afhankelijk van welke factie op een bepaald moment met Rusland verbonden was. In 1810 staken Charles Christie en Henry Pottinger West-Afghanistan en Oost-Perzië over. Christie werd in 1812 gedood toen hij de Perzen steunde in de Slag bij Aslanduz. In 1819 bereikte Moeravjov Chiva. Een Russische missie bereikte Boechara in 1820. In 1825 bereikte William Moorcroft Boechara. In 1830 probeerde Arthur Conolly Chiva uit Perzië te bereiken, werd door bandieten tegengehouden en ging door naar Herat en Brits-India. In 1832 bereikte Alexander Burnes Boechara.
De periode van 1837 tot 1842 was bijzonder intensief. In 1839, ten tijde van de mislukte campagne van Perovski naar Chiva, ging James Abbot naar Chiva om te onderhandelen over de vrijlating van Russische slaven die een motief voor een invasie zouden kunnen leveren. Hij slaagde hier niet in. Het volgende jaar ging Richmond Shakespear achter hem aan, had wel succes en leidde 416 bevrijde Russen naar de Kaspische Zee. In 1837 bereikte Jan Prosper Witkiewicz Kabul. In 1838 belegerde Perzië Herat, waarbij Britse en Russische agenten de twee partijen ondersteunden. Groot-Brittannië beëindigde het beleg door een Perzisch eiland te bezetten. In 1838 ging Charles Stoddart naar Boechara en werd gearresteerd. In 1841 probeerde Arthur Conolly zijn vrijlating te bewerkstelligen, maar beiden werden in 1842 geëxecuteerd. Tijdens de Eerste Brits-Afghaanse Oorlog (1839–42) viel Groot-Brittannië Afghanistan binnen, werd teruggedreven, viel opnieuw binnen en trok zich terug.
De Britten namen Sind in 1843 en Punjab in 1849, waardoor de Indus en een grens met Afghanistan werd verkregen. De Krimoorlog vond plaats in 1853-56. Een tweede Perzische aanval op Herat leidde tot de Anglo-Perzische Oorlog van 1856-57. De Indiase Opstand vond plaats in 1857-58. Dit was nadat Rusland forten ten oosten van de Aralmeer had gebouwd (1847-53). De Russische verovering van Tasjkent (1865) en Samarkand (1868) veroorzaakten geen Britse reactie.
In 1875, na de verovering van Chiva, reed Frederick Gustavus Burnaby van Orenburg naar Chiva, waarover hij een veel gelezen boek schreef. De intriges van Kaufmann in Kabul veroorzaakten de Tweede Brits-Afghaanse Oorlog van 1878-80. Tijdens de tweede Slag bij Geok-Tepe bevond zich kolonel Charles Stewart aan de zuidkant van de berg, waarbij nooit duidelijk is geworden wat hij daar deed.
Aan de Chinese kant van de bergen vormden een lijn van passen, overeenkomend met de latere Karakoram Highway, een handels- en pelgrimroute van het Tarimbekken naar India. Het was niet duidelijk of deze route ook door een leger kon worden gebruikt. Ten tijde van Jakoeb Beg waren zowel Russische als Britse agenten actief aan zijn hof. Een aantal Indiërs in Britse dienst brachten het gebied rond de Pamir in kaart. Russische expansie in de Pamir drong de Britten naar het noorden te gaan en controle te verkrijgen over plaatsen als Hunza en Chitral.
De Great Game eindigde met de afbakening van de Noord-Afghaanse grens in 1886 en 1893, en het Verdrag van Sint-Petersburg in 1907.